# الیس ویکلوند
الیس ویکلوند (انگلیسی: Elis Wiklund؛ ۱۲ دسامبر ۱۹۰۹ – ۱۵ مارس ۱۹۸۲) اسکی‌باز صحرانوردی اهل سوئد بود.
وی در مسابقات کشوری و بین‌المللی در مجموع برندهٔ ۲ مدال طلا شده‌است.